# Fujiidera
Fujiidera (藤井寺市, Fujiidera-shi) est une ville située dans la préfecture d'Osaka, au Japon.

## Toponymie
Le toponyme « Fujiidera » fait référence au Fujii-dera, un temple bouddhique, monument historique de la ville,.

## Géographie

### Situation
La ville de Fujiidera est située dans la partie centrale du sud de la préfecture d'Osaka, sur l'île de Honshū, au Japon.

### Municipalités limitrophes
| Matsubara | Yao       | Kashiwara |
| Habikino  | Fujiidera | Kashiwara |
| Habikino  | Habikino  | Habikino  |

### Démographie
Au 1er mars 2024, la ville de Fujiidera comptait 62 570 habitants, répartis sur une superficie de 8,89 km2 (densité de population d'environ 7 038 hab./km2).

### Hydrographie
Le fleuve Yamato traverse le nord de la ville et l'un de ses affluents, la rivière Ishi, forme sa frontière est, jouxtant Kashiwara.

## Histoire
De la réforme de Taika (645) jusqu'à l'ouverture de l'ère Meiji (1868-1912), Fujiidera est la capitale de la province de Kawachi,,. Elle prospère comme point de passage entre les provinces de Kawachi et de Yamato. Son développement se poursuit durant les époques de Heian (794-1185) et Kamakura (1185-1333), grâce à la venue de Minamoto no Yorinobu, fils de l'empereur Seiwa, qui y fonde la lignée familiale Kawachi Genji. Pendant l'époque de Muromachi (1333-1573) et jusqu'au XVIe siècle, le clan Hatakeyama est maître de la région et la cité de Fujiidera s'organise autour du Fujii-dera, suivant l'essor du culte de Kannon.
En 1889, le village de Fujiidera fusionne avec une municipalité voisine pour former le village de Nagano. Celui-ci est renommé village de Fujiidera sept ans plus tard et s'agrandit en 1915 par absorption de villages voisins puis, en 1928, acquiert le statut de bourg. Le bourg de Fujiidera et celui de Dōmyōji, fondé en 1890, fusionnent en 1959 et donnent naissance au bourg de Fujiideradōmyōji. Un an plus tard, la municipalité est rebaptisée Misasagi,. En novembre 1966, le bourg acquiert le statut de ville, sous le nom de Fujiidera,.

## Culture locale et patrimoine

### Monuments historiques

#### Monuments funéraires
Fujiidera abrite de nombreux monuments funéraires, tels que la centaine de kofun qui forment le kofungun de Furuichi, qui comprend les tombes de plusieurs empereurs du Japon dont Chūai, Ōjin et Ingyō,,.

#### Temples et sanctuaires
La ville de Fujiidera tire son nom du Fujii-dera, un temple bouddhique reconstruit par des descendants du royaume coréen de Baekje et devenu à l'ère moderne une étape du pèlerinage de Kansai Kannon,.
Le Dōmyō-ji est un ancien temple familial du clan Sugawara, descendant de la famille Haji. Affilié au bouddhisme shingon, il héberge une statue de Kannon à onze visages, datant de l'époque de Heian et classée trésor national.
Le Dōmyōji-Tenmangu est un sanctuaire shinto dédié à Ame-no-hohi, l'un des fils d'Amaterasu, déesse tutélaire du Japon, et à Sugawara no Michizane, un lettré qui a vécu durant la seconde moitié du IXe siècle,.

## Transports
Fujiidera est desservie par les lignes Minami Osaka et Domyoji de la compagnie Kintetsu, aux gares de Fujiidera, Hajinosato et Dōmyōji.

## Symboles municipaux
Les symboles municipaux de la ville de Fujiidera ont été sélectionnés en 1971. L'arbre symbole de Fujiidera est l'abricotier du Japon et sa fleur symbole le chrysanthème d'automne.

## Jumelages
La ville de Fujiidera est jumelée avec :
- Huangshan (Chine) depuis novembre 1994.